# ميخائيل جيروم
ميخائيل جيروم (بالإنجليزية: Michael Jerome)‏ هو موسيقي أمريكي، ولد في 16 أبريل 1967 في ويتشيتا في الولايات المتحدة.